# Konventionsbeauftragter
Als Konventionsbeauftragte werden im Deutschen Roten Kreuz (DRK) ehrenamtlich tätige Menschen bezeichnet, deren Aufgaben die Ausbildung, Beratung und andere Formen der Vermittlung von Wissen über das Humanitäres Völkerrecht, insbesondere die Genfer Konventionen und ihre Zusatzprotokolle, sind. Darüber hinaus sind die Konventionsbeauftragten für die Koordinierung der Zusammenarbeit zwischen dem DRK und anderen für den Bereich des Humanitären Völkerrechts relevanten Institutionen zuständig.
Die Zuständigkeit des DRK für die Verbreitung der Genfer Konventionen, die in Paragraph 2 seiner Satzung an erster Stelle genannt wird, ergibt sich aus der Anerkennung als nationale Gesellschaft vom Roten Kreuz durch das Internationale Komitee vom Roten Kreuz (IKRK) und wird als „Verbreitungsarbeit“ bezeichnet. Darüber hinaus ist diese Verbreitungsarbeit als Aufgabe des DRK im DRK-Gesetz festgeschrieben.
Konventionsbeauftragte sind in der Regel Juristen, die aufgrund ihrer beruflichen Praxis oder durch entsprechendes persönliches Interesse über vertieftes Wissen zum Humanitären Völkerrecht verfügen. Juristische Laien können bei Erfüllung der entsprechenden Voraussetzungen ebenfalls als Konventionsbeauftragte tätig sein. Neben der fachlichen Eignung, also detaillierten Kenntnissen zur Geschichte und zu den Regeln des humanitären Völkerrechts, erfordert die Tätigkeit vor allem auch entsprechende didaktische Fähigkeiten.
Entsprechend der föderalen Struktur des DRK gibt es Kreis- und Bezirkskonventionsbeauftragte, 19 Landeskonventionsbeauftragte in den Landesverbänden sowie einen Bundeskonventionsbeauftragten im Präsidium des DRK.

## Bundeskonventionsbeauftragte
Seit 2009 wird der Bundeskonventionsbeauftragte durch die DRK-Bundesversammlung gewählt und ist Mitglied im DRK-Präsidium.
Bisher hatten folgende Personen dieses Ehrenamt inne:
- Andreas von Block-Schlesier,
- Knut Ipsen (1986–1994),
- Horst Fischer,
- Heike Spieker,
- Robert Heinsch (2010–2014),
- Eberhard Desch (2014–2021),[2][3]
- Dieter Weingärtner (seit 2021).[4]